# Glaucidium costaricanum
Коста-риканский карликовый сычик (лат. Glaucidium costaricanum) — небольшая птица семейства совиных, обитающая в Центральной Америке.

## Описание
Длина тела составляет примерно 15 см. Перьевые «ушки» отсутствуют. Лицевой диск от бледно-коричневого до желтовато-коричневого цвета с красноватыми пятнами и тонкими полосами, которые проходят от глаз к краю лицевого диска. Брови белёсые. На затылке птицы, как у всех видов воробьиных сычей, два чёрных в белом контуре пятна, напоминающие глаза. Оперение спины пятнистое, оперение нижней части тела белёсое. Боковые стороны груди, как и нижняя часть брюха покрыты пятнами.
Существуют вероятность путаницы с видом Glaucidium cobanense, оперение которого, в целом, однако немного красноватого окраса. Оперение воробьиного сыча-гнома бурого цвета. Вид Glaucidium griseiceps меньше и имеет бурую, пятнистую голову.

## Распространение
Область распространения вида охватывает территорию от центра Коста-Рики до запада Панамы. Оседлый вид, населяет горные и туманные леса на высоте от 900 м над уровнем моря до границы лесов.

## Образ жизни
Птица частично дневная. Питание состоит из насекомых, а также из мелких птиц, млекопитающих и пресмыкающихся. Охотится обычно из засады.

## Размножение
В качестве гнёзд использует преимущественно старые дупла дятлов. Однако, биология размножения исследована не достаточно полно.